# بومی پدنکار
بومی پدنکار (متولد ۱۸ ژوئیه ۱۹۸۹)، بازیگر سینمای هند است. وی پیش از این به عنوان دستیار کارگردان برای چندین سال در کمپانی یاش راج فیلمز مشغول به فعالیت بود. وی در اولین نقش آفرینی اش به عنوان نقش اصلی در سال ۲۰۱۵، در فیلم تمام توانت را به کار بگیر موفق به دریافت جایزه بهترین بازیگر تازه‌وارد سال از جشنواره فیلم فیر (بزرگترین جشنواره سینمای هند) شد. سپس او در فیلم‌های توالت: عاشقانه ای رخ داد و شوب مانگال سودان به ایفای نقش پرداخت. بازی وی در این دو فیلم تحسین منتقدان را در پی داشت.

## ابتدای زندگی
پدنکار تحصیلات خود را در آریا ویدیا ماندیر در بمبئی گذراند. او به مدت شش سال به عنوان دستیار کارگردان همراه با شانو شارما از یاش راج فیلمز پیش از بازیگری مشغول به فعالیت بود.

## فیلم شناسی
| سال  | نام فیلم                            | نقش                        | توضیحات                                       |
| ---- | ----------------------------------- | -------------------------- | --------------------------------------------- |
| ۲۰۱۵ | تمام توانت را به کار بگیر           | ساندیا وارما               |                                               |
| ۲۰۱۵ | مرد جهان                            |                            | سریال اینترنتی                                |
| ۲۰۱۷ | توالت: عاشقانه ای رخ داد            | جایا شارما (موسوم به جوشی) | مثال                                          |
| ۲۰۱۷ | وصلت خوش یمن                        | سوگاندا                    |                                               |
| ۲۰۱۸ | داستان شهوت                         | سودا                       | محصول شرکت "نت‌فلیکس" آمریکا - بخش "زویا اختر" |
| ۲۰۱۹ | Sonchiriya                          | Indumati Tomar             |                                               |
| ۲۰۱۹ | Dolly Kitty Aur Woh Chamakte Sitare | کیتی                       |                                               |
| ۲۰۱۹ | پرنده طلایی                         | ایندوماتی تومار            |                                               |
| ۲۰۱۹ | وسط خال                             | چاندرو تومار               |                                               |
| ۲۰۱۹ | شوهر، همسر و اون                    |                            |                                               |
| ۲۰۱۹ | بالا                                | لاتیکا تریویدی             |                                               |
| ۲۰۲۰ | وقت ازدواج خیلی حواست باشه          |                            |                                               |
| ۲۰۲۰ | تخت                                 |                            |                                               |
| ۲۰۲۲ | رکشابندان                           |                            |                                               |
| ۲۰۲۲ | تبریک گفتن                          |                            |                                               |
| ۲۰۲۳ | اسم من گویندا است                   |                            |                                               |
| ۲۰۲۳ | متشکرم که آمدید                     |                            |                                               |
| ۲۰۲۳ | جمعیت                               |                            |                                               |
| ۲۰۲۳ | بانوی قاتل                          |                            |                                               |
| ۲۰۲۴ | شکارچی                              | وایشالی سینگ               |                                               |

## افتخارات
| Year                     | Film                      | Award                           | Category                            | Result   | Ref.   |
| ------------------------ | ------------------------- | ------------------------------- | ----------------------------------- | -------- | ------ |
| ۲۰۱۶                     | تمام توانت را به کار بگیر | جایزه فیلم‌فیر                   | بهترین بازیگر تازه‌وارد سال          | برنده    | [ ۵ ]  |
| ۲۰۱۶                     | تمام توانت را به کار بگیر | Producers Guild Film Awards     | بهترین بازیگر تازه‌وارد سال          | برنده    |        |
| ۲۰۱۶                     | تمام توانت را به کار بگیر | Screen Awards                   | بهترین بازیگر تازه‌وارد سال          | برنده    |        |
| ۲۰۱۶                     | تمام توانت را به کار بگیر | Zee Cine Awards                 | بهترین بازیگر تازه‌وارد سال          | برنده    |        |
| ۲۰۱۶                     | تمام توانت را به کار بگیر | Stardust Awards                 | سوپراستار فردا - زن                 | برنده    |        |
| ۲۰۱۶                     | تمام توانت را به کار بگیر | BIG Star Entertainment Awards   | بازیگر سرگرم‌کننده زن (اجتماعی)      | برنده    |        |
| ۲۰۱۶                     | تمام توانت را به کار بگیر | جوایز آکادمی بین‌المللی فیلم هند | بهترین بازیگر تازه‌وارد سال          | برنده    |        |
| ۲۰۱۷                     | توالت: عاشقانه ای رخ داد  | Lux Golden Rose Awards          | اجرای موفقیت‌آمیز سال                | برنده    | [ ۶ ]  |
| ۲۰۱۷                     | —                         | Lux Golden Rose Awards          | جایزه زیبایی سال                    | نامزدشده | [ ۷ ]  |
| ۲۰۱۸                     | توالت: عاشقانه ای رخ داد  | Zee Cine Awards                 | بهترین بازیگر زن (انتخاب مردم)      | نامزدشده | [ ۸ ]  |
| ۲۰۱۸                     | توالت: عاشقانه ای رخ داد  | Zee Cine Awards                 | بهترین بازیگر زن (انتخاب هیئت ژوری) | نامزدشده | [ ۸ ]  |
| ۲۰۱۸                     | توالت: عاشقانه ای رخ داد  | بنیاد فیلم "داداصاحب پالکی"     | بهترین بازیگر زن                    | برنده    |        |
| ۲۰۱۸                     | شوب مانگال سودان          | Screen Awards                   | بهترین بازیگر زن                    | نامزدشده |        |
| ۲۰۱۸                     | شوب مانگال سودان          | Films of India Online Awards    | بهترین اجرای یکی از گروه بازیگران   | نامزدشده | [ ۹ ]  |
| ۲۰۱۸                     | شوب مانگال سودان          | جایزه فیلم‌فیر                   | بهترین بازیگر زن                    | نامزدشده | [ ۱۰ ] |
| News18 Reel Movie Awards | شوب مانگال سودان          | بهترین بازیگر زن                | در انتظار                           | [ ۱۱ ]   |        |